# 산탄젤로델페스코
산탄젤로델페스코(이탈리아어: Sant'Angelo del Pesco)는 이탈리아 몰리세주 이세르니아도의 코무네다. 캄포바소로부터 북서쪽 50km, 이세르니아로부터 북쪽으로 30km 거리에 있다.